# Холл, Джеффри
Джеффри Холл (англ. Jeffrey Connor Hall; род. 3 мая 1945) — американский генетик, лауреат Нобелевской премии по физиологии или медицине (2017) за открытия молекулярных механизмов, управляющих циркадным ритмом (совместно с Майклом Росбашем и Майклом Янгом).

## Биография
Из семьи репортёра агентства «Ассошиэйтед Пресс». Детство провел в пригороде Вашингтона. В 1963 году поступил в Амхерстский колледж в Массачусетсе, планируя продолжить образование в направлении медицины. Позже заинтересовался генетикой, проводил опыты по рекомбинации и транслокации дрозофил, чем привлёк к себе внимание профессоров. Его рекомендовали к поступлению в аспирантуру в отдел генетики Университета Вашингтона.
После защиты диссертации работал постдоком в Калифорнийском технологическом институте в лаборатории Сеймура Бенцера. С 1974 года работает в Брандейском университете. Несколько раз имел длительные командировки в Университет Мэна.

## Научные достижения
Ещё с колледжа Холл заинтересовался биологией дрозофилы. Его первым учителем был Филипп Ивз, ученик генетика Альфреда Стертеванта. Ивз научил Холла тонкостям работы с этим модельным объектом генетики. Руководителями Холла в Университете Вашингтона были другие специалисты по дрозофиле Лоренс Сэндлер и Гершель Роман. С Сэндлером Холл изучал гены, контролирующие поведение хромосом при мейозе.
Начав с исследования классической и молекулярной генетики дрозофилы, Холл постепенно перешел к нейрогенетике, исследуя генетические основы полового поведения и биологических ритмов этих насекомых, а также их взаимодействие.
В 1984 году Холл с сотрудниками смогли выделить так называемый ген периода (period), мутации в котором нарушали циркадные ритмы у дрозофил. Ген кодировал неизвестный на то время белок. Изучая его взаимодействие с другими белками, Джеффри Холл и Майкл Росбаш обнаружили, что кодируемый этим геном белок PER накапливается в течение ночи и деградирует в течение дня. Таким образом, уровень белка PER колеблется в течение суток синхронно с циркадным ритмом. Учёные обосновали, что с помощью ингибирующей петли обратной связи белок может препятствовать своему собственному синтезу и тем самым регулировать собственный уровень в непрерывном циклическом ритме.

## Награды и признание
- 2003 — Медаль Общества генетики Америки[англ.].
- 2003 — Член Национальной академии наук.
- 2009 — Премия Грубера.
- 2011 — Премия Луизы Гросс Хорвиц.
- 2012 — Премия Мэссри.
- 2012 — Международная премия Гайрднера.
- 2013 — Премия Шао.
- 2013 — Премия Уайли.
- 2017 — Нобелевская премия по физиологии или медицине.